# Magyar Mozgalom
A Magyar Mozgalom (szerbül: Mađarski Pokret) egy 2015-ben alakult, vajdasági magyar kisebbséget képviselő politikai szervezet. 2014-ben felfüggesztette politikai tevékenységét a Magyar Remény Mozgalom: ennek az űrnek a kitöltésére keletkezett a Magyar Mozgalom, mely jelenleg[mikor?] is ellenzéki pozícióban van a vajdasági magyarság kisebbségi parlamentjében, a Magyar Nemzeti Tanácsban (MNT) illetve Szabadka város képviselőtestületében.

## Története
Az új mozgalmat 250 ember alapította meg 2015. augusztus 15-én. A tagok létszáma 2021-re elérte a 750 főt. A párt első megmérettetése a 2016-os vajdasági parlamenti választások voltak. Négy évvel később a mozgalomban egy újabb tisztújítás következett 2020. október 17-én. Ezen a napon a pártban megszűnt a társelnöki funkció, majd ezt a rendszert felváltva a mozgalom élére Sövény Ferenc szabadkai vállalkozó, politikus került, az alelnöki pozícióra pedig Sándor József lett a befutó.
A mozgalom 2021 novemberében bejelentette, hogy indul a 2022. április 3-án esedékes választásokon, így a VMSZ képviselőin kívül lesznek más magyar jelöltek is.
2022. december 7-én bejelentették, hogy felfüggesztik politikai tevékenységüket és civil szervezetként működnek tovább.